# Peña del Hierro

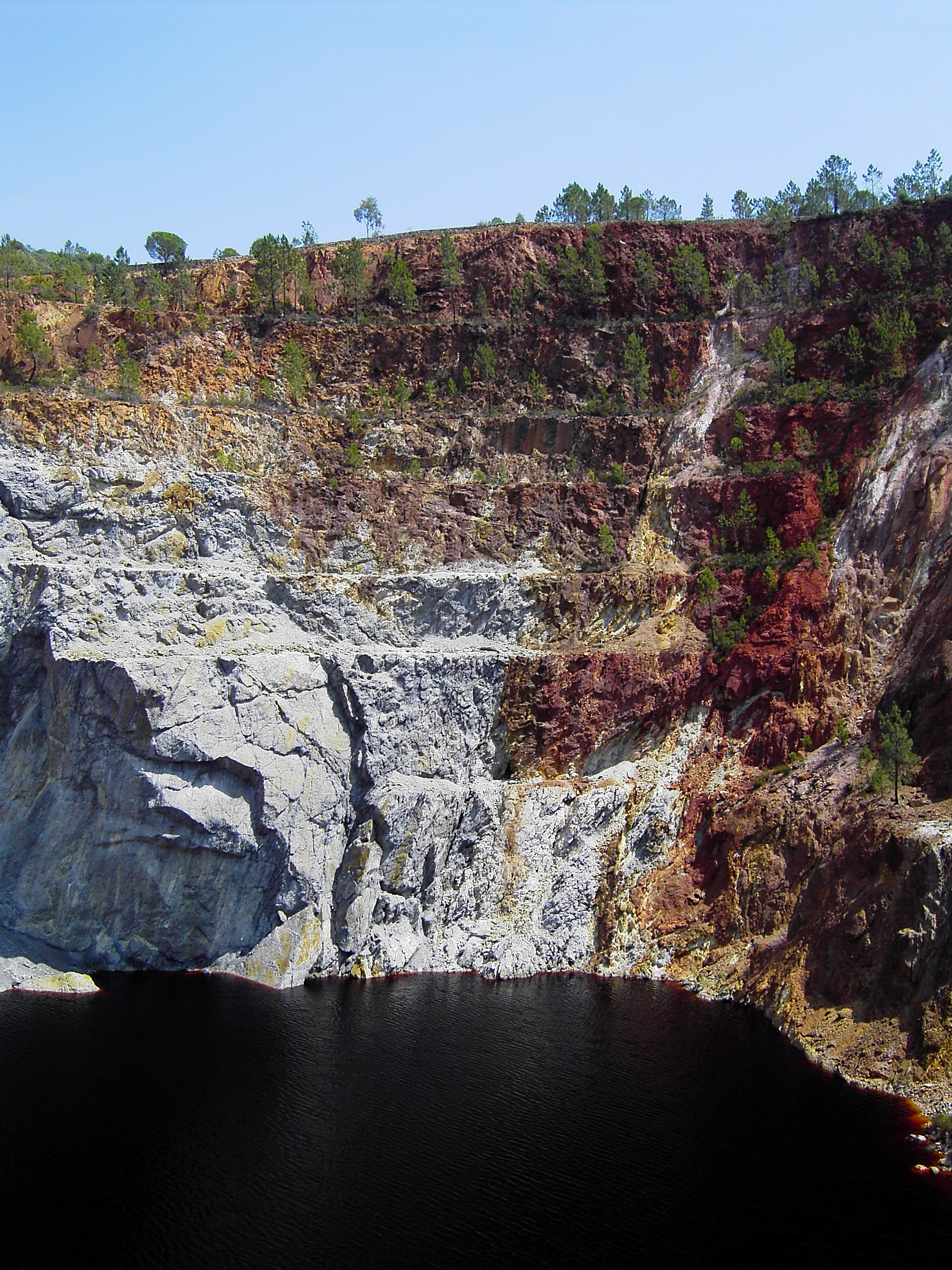
Mina de Peña del Hierro

La mina de Peña del Hierro, està situada al municipi de Nerva, a la Província de Huelva, Andalusia, Espanya. La seva història es remunta a l'època romana; la seva major productivitat es concentra entre els segles XIX i XX. Geològicament parlant, està situada al Cinturó Pirític Ibèric. La pirita que s'extreia de la mina servia per a l'obtenció d'àcid sulfúric; de la mina també se n'obtenia coure, sofre i altres elements. La mina té una part subterrània i una altra part a cel obert de 330 m i 190 m de diàmetre (ene els eixos majors i menors respectivament). Prop de la mina neix en riu Tinto.